# ORAN袋井
ORAN袋井（おらんフクロイ）は、静岡県袋井市をホームタウンとするサッカークラブである。

## 概要
2013年、静岡県磐田市を拠点とした磐田FCが創設。2015年1月11日に磐田市から袋井市に移転し、クラブ名も袋井SCに改めた。2022年2月26日からは、ORAN袋井に再改称している。
トップチームとアカデミー（ジュニアユース、ジュニア、サッカースクール）のサッカー2部門と、バスケットボールチーム「袋井フォルトゥライズBB」を運営している。かつては、サッカー部門のセカンドチーム（U-20）「袋井SC.OB」（2016年 - 2017年は「袋井SC.SS」）とサードチーム「エンジョイ」、女子チーム「袋井SCレディース」、フットサル部門のトップチーム「袋井フットサルクラブ」（2017年は「袋井SC.OB」）とセカンドチーム「袋井SC.OB」（エンジョイ志向）も運営していた。

## 歴史
2013年、静岡県磐田市に磐田FCとして創設され、2014年に静岡県西部社会人サッカーリーグ3部に参入、東Aブロックを無敗で制し西部リーグ2部に昇格した。
2015年1月11日、ホームタウンを袋井市に移転し、クラブ名も袋井SCに改めた。リーグでは10戦全勝（うち1つ不戦勝）で優勝、1部昇格トーナメントも制し西部リーグ1部昇格を果たした。またこの年、セカンドチームとして袋井SC.SSを創設、静岡県西部リーグ3部に参入した。
2016年、トップチームが全国クラブチームサッカー選手権大会静岡県大会及び東海大会を制し、本大会に初出場。準々決勝でイエローモンキーズに敗れた。
2017年、静岡県西部リーグ1部を無敗で優勝、静岡県社会人サッカーリーグ3部昇格を賭けた静岡県社会人サッカー5支部リーグを3勝1分で制し、県リーグ昇格を果たした。またこの年、袋井SCのOBらを中心に、フットサルチーム「袋井SC.OB」を創設した。
2018年、静岡県リーグ3部で2位に入り、2部昇格。また、サードチーム「エンジョイ」およびジュニアチームを浅羽FC Aresとの合併によって創設、フットサルの袋井SC.OBが東海フットサルリーグを目指す競技志向のチームに方針を変更し、袋井フットサルクラブに改称した（エンジョイチームとしては「袋井SC.OB」をセカンドチームとして新たに設立している）。
2019年、静岡県リーグ2部10位で残留。11位で降格したヤマハ発動機サッカー部とは同勝点で、得失点差で8上回ってのものだった。また、レディースチーム「袋井SCレディース」を設立、東海女子サッカーリーグを目指し2020年から静岡県女子サッカーリーグに参入するとしたが、結局参入はしていない。その他、「袋井SCアカデミー」とBリーグを目指すバスケットボールチーム「袋井フォルトゥライズBB」も設立した。
2020年、リーグはコロナウイルス感染拡大の影響により開幕が遅れた他、A・Bの2ブロック制に変更、袋井SCはAブロックに振り分けられた。焼津FCと優勝争いを展開したが、最終節（第5節）での直接対決に敗れ2位に終わった。
2021年、リーグは1ブロック制に戻り、12クラブによる1回戦総当たりで行われた。勝点28を挙げて1位となっていたものの、優勝争いの相手であるチャッキリーズとの最終戦を残したままリーグは打ち切りとなった。最終順位は1試合の平均勝点で付けることとなり、袋井SCは勝点では1位であったが平均勝点は2.8止まり、対する9戦全勝で2試合未消化のチャッキリーズは平均勝点が3であったため2位となった。また8月には、翌年からのジュニアユースの設立を、10月1日にはクラブを法人化し、株式会社ロイユニックスを立ち上げたことを発表した。
2022年、ジュニアユースを発足させる際、現在の「袋井サッカークラブ（袋井SC）」というクラブ名では協会加盟できないとして前年11月末より新クラブ名を公募、2月26日、新クラブ名を「ORAN袋井（おらんフクロイ）」に決定したと発表した。「私の/が～」という言い回しを遠州弁で「おらん～」と言い、サポーターに「私のチーム」という愛着や親しみを持って共に戦って欲しいという願いと、選手・スタッフが「私が袋井を代表して戦っている」という覚悟を持って突き進むという決意を込めたものである。
2024年、山本浩正が監督に就任。

## 戦績

### リーグ戦
| 年度 | 所属                     | 順位 | 勝点 | 試合 | 勝   | 分 | 敗   | 得 | 失 | 差  | 天皇杯       | クラブ名 |
| 2014 | 静岡県西部3部東Aブロック | 優勝 | 25   | 9    | 8    | 1  | 0    | 42 | 3  | 39  | 県予選不参加 | 磐田FC   |
| 2015 | 静岡県西部2部Dブロック   | 優勝 | 30   | 10   | 10   | 0  | 0    |    |    |     | 県予選敗退   | 袋井SC   |
| 2016 | 静岡県西部1部            | 2位  | 25   | 11   | 8    | 1  | 2    | 35 | 14 | 21  | 県予選不参加 | 袋井SC   |
| 2017 | 静岡県西部1部            | 優勝 | 28   | 10   | 9    | 1  | 0    | 49 | 8  | 41  | 県予選不参加 | 袋井SC   |
| 2018 | 静岡県3部                | 2位  | 26   | 11   | 8    | 2  | 1    | 48 | 14 | 34  | 県予選不参加 | 袋井SC   |
| 2019 | 静岡県2部                | 10位 | 11   | 11   | 3    | 2  | 6    | 22 | 32 | -10 | 県予選不参加 | 袋井SC   |
| 2020 | 静岡県2部Aブロック       | 2位  | 10   | 5    | 3(0) | -  | 1(1) | 8  | 7  | 1   | 県予選中止   | 袋井SC   |
| 2021 | 静岡県2部                | 2位  | 28   | 10   | 9    | 1  | 0    | 35 | 4  | 31  | 県予選不参加 | 袋井SC   |
| 2022 | 静岡県2部                | 優勝 | 39   | 13   | 13   | 0  | 0    | 63 | 7  | 56  | 県予選不参加 | ORAN袋井 |
| 2023 | 静岡県1部                | 3位  | 27   | 11   | 9    | 0  | 2    | 37 | 15 | 22  | 県予選敗退   | ORAN袋井 |
| 2024 | 静岡県1部                | 7位  | 15   | 11   | 5    | 0  | 6    | 17 | 20 | -3  | 県予選敗退   | ORAN袋井 |

### 全国クラブチームサッカー選手権大会
- 出場1回（2021年現在）

| 回 | 年月日        | ラウンド | 会場     | 得点            | 対戦相手           | 観客 |
| 23 | 2016年10月8日 | 1回戦    | 桃源郷   | 0(延長)0 4(PK)5 | 和歌山紀北蹴球団   | 100  |
| 23 | 2016年10月9日 | 準々決勝 | 紀三井球 | 0 - 3           | イエローモンキーズ | 100  |

## 所属選手・スタッフ
2022年

### スタッフ
| 役職               | 氏名                                 | 前職            | 備考 |
| 監督               | カルロス・アルベルト・ゴンサルヴェス | いわきFC コーチ |      |
| GKコーチ           | 佐藤飛翔                             | 袋井SC 選手     |      |
| アシスタントコーチ | 髙橋謙太                             | 袋井SC 監督     |      |
| アシスタントコーチ | 中山康矢                             | 袋井SC 選手     |      |

### 選手
| Pos | No. | 選手名           | 前所属                     | 備考 |
| GK  | 1   | 山村僚           | 拓殖大学                   |      |
| GK  | 21  | 石島瑠斗         | SV Norderstadt             |      |
| GK  | 41  | 田中聖一朗       | 中京大学                   |      |
|     |     |                  |                            |      |
| DF  | 2   | 秋山竜也         | SV Norderstadt             |      |
| DF  | 4   | 鵜嶋慶樹         | 岐阜協立大学               |      |
| DF  | 5   | 鈴木玲音         | 磐田東高校                 |      |
| DF  | 6   | 山本祐月         | 日本福祉大学               |      |
| DF  | 13  | 内田令恩         | Hosei Club FC              |      |
| DF  | 16  | 杉本大樹         | ヴォラーレFC浜松           |      |
| DF  | 23  | 松田一優         | JAPANサッカーカレッジ      |      |
|     |     |                  |                            |      |
| MF  | 3   | 鈴木翔           | 名古屋シティユナイテッドFC |      |
| MF  | 7   | 萩田陸斗         | 磐田東高校                 |      |
| MF  | 8   | 樋口勇人         | 常葉大学                   |      |
| MF  | 10  | 乗松良綺         | 常葉大学                   |      |
| MF  | 11  | 藪下涼平         | 名古屋産業大学             |      |
| MF  | 17  | 齋藤大祐         | 日本福祉大学               |      |
| MF  | 18  | 石川真哉斗       | SV Norderstadt             |      |
| MF  | 19  | 池田グスタボ建造 | ジュビロ磐田U-18           |      |
| MF  | 20  | 中島昇太郎       | 磐田北高校                 |      |
| MF  | 22  | 中村結人         | 静清高校                   |      |
|     |     |                  |                            |      |
| FW  | 9   | 平野琢馬         | 常葉大学                   |      |
| FW  | 12  | 阪本寛           | エドゥカシオ･コンティーゴ  |      |
| FW  | 14  | 米山雄大         | 常葉大学                   |      |
| FW  | 15  | 河野正和         | リベルタス千曲FC           |      |
| FW  | 24  | 斎藤雅朗         | 常葉大学                   |      |
| FW  | 33  | 鹿野貴大         | 浜名高校                   |      |

## ユニフォーム

### クラブカラー
- 2014年   青
- 2015年 - 2021年   緑、  オレンジ、  青
  - オレンジと緑は、ホームタウンとする袋井市にある静岡県小笠山総合運動公園スタジアム（通称:エコパスタジアム）のイメージカラーから、青は、「磐田FC」として活動していた頃のものである[18]。
- 2022年 -    緑、  オレンジ

### ユニフォームスポンサー
| 掲出箇所   | スポンサー名         | 表記                                                                            | 掲出年   | 備考                                                            |
| 胸         | 遠州トラック         | 遠州トラック                                                                    | 2023年 - |                                                                 |
| 鎖骨       | なし                 | -                                                                               | -        |                                                                 |
| 背中上部   | アサヒサンクリーン   | アサヒサンクリーン                                                              | 2023年 - |                                                                 |
| 背中下部   | 袋井市観光協会       | 袋井市観光協会                                                                  | 2015年 - | 2015年 - 2017年は胸に「遠州三山」表記 2018年 - 2023年は背中上部 |
| 袖         | ヒューモラボラトリー | HUMO ヒューモラボラトリー                                                       | 2022年 - | 2022年 - 2023年はパンツ前面                                     |
| パンツ前面 | ナカヤ               | 未来につなげる、明日をつくる Tomorrow when it will be future is built. ㍿ナカヤ | 2024年 - |                                                                 |
| パンツ背面 | なし                 | -                                                                               | -        |                                                                 |

### ユニフォームサプライヤー
- 2014年：プーマ
- 2015年 - 2017年：不明
- 2018年：Borabora
- 2019年 - 現在：ミズノ

#### 歴代ユニフォームスポンサー年表
| 年度 | 胸           | 鎖骨左 | 鎖骨右 | 背中上部           | 背中下部       | 袖                        | パンツ前面                                                                      | パンツ背面 | サプライヤー |
| 2014 | -            | -      | -      | -                  | -              | -                         | -                                                                               | -          | PUMA         |
| 2015 | 遠州三山     | -      | -      | -                  | -              | -                         | -                                                                               | -          | 不明         |
| 2016 | 遠州三山     | -      | -      | SunAmenity         | -              | -                         | -                                                                               | -          | 不明         |
| 2017 | 遠州三山     | -      | -      | SunAmenity         | -              | -                         | -                                                                               | -          | 不明         |
| 2018 | SunAmenity   | -      | -      | 袋井市観光協会     | オオタエフシー | -                         | -                                                                               | -          | Borabora     |
| 2019 | SunAmenity   | -      | -      | 袋井市観光協会     | オオタエフシー | Innovation, Inc.          | -                                                                               | -          | Mizuno       |
| 2020 | SunAmenity   | -      | -      | 袋井市観光協会     | オオタエフシー | Innovation, Inc.          | -                                                                               | -          | Mizuno       |
| 2021 | SunAmenity   | -      | -      | 袋井市観光協会     | オオタエフシー | Innovation, Inc.          | -                                                                               | -          | Mizuno       |
| 2022 | SunAmenity   | -      | -      | 袋井市観光協会     | オオタエフシー | Innovation, Inc.          | HUMO ヒューモラボラトリー                                                       | -          | Mizuno       |
| 2023 | 遠州トラック | -      | -      | アサヒサンクリーン | 袋井市観光協会 | -                         | HUMO ヒューモラボラトリー                                                       | -          | Mizuno       |
| 2024 | 遠州トラック | -      | -      | アサヒサンクリーン | 袋井市観光協会 | HUMO ヒューモラボラトリー | 未来につなげる、明日をつくる Tomorrow when it will be future is built. ㍿ナカヤ | -          | Mizuno       |